# Lugo (Espagne)
Pour les articles homonymes, voir Lugo.
Lugo est une ville du nord-ouest de l'Espagne, capitale de la province de Lugo, dans la communauté autonome de Galice. Elle est située à une centaine de kilomètres de la « Costa Verde » sur le golfe de Gascogne. La ville est connue pour les remparts qui entourent la ville, vestige bien conservé de la civilisation romaine datant du IIIe siècle et site du patrimoine mondial de l'Unesco (depuis l'an 2000).

## Toponymie
Le nom de la localité est attesté sous la forme Lucus Augusti au Ier siècle avant J. C. 
Lucus semble représenter le mot latin qui signifie « forêt sacrée », et donc Lucus Augusti signifierait « la forêt sacrée dédiée à Auguste ». Ce toponyme est attesté également dans le Diois en France, puisque Luc-en-Diois est mentionné sous la forme Lucus Augusti au Ier après J. C.. 
Ce mot est par ailleurs fréquent en toponymie et on le retrouve par exemple en France sous la forme Lu, Lux et Luc, ainsi que Lugo en Corse.
Selon une seconde théorie, Lucus trouverait son origine dans un mot indo-européen reconstitué en *lówkos, appartenant à une langue indo-européenne pré-latine et non celtique, proche du lusitanien. Enfin, certains ont cru identifier dans Lucus, la divinité celtique appelée Lug ou Lugh. Cependant, la forme initiale en ancien celtique continental est lugus (lugos), nom d’un dieu, et jamais lucus. En Espagne, on retrouve sans doute cette racine dans une inscription celtibère Luguadici (Lugu-adeci) et les Lugunae (Lug-u-nae), noms de déesses celtibères en Castille et Léon et peut-être dans l’ethnonyme Lugoni / Lugones dans les Asturies. 
Le latin Lucu- a régulièrement donné Lugo en ibéro-roman (comparer latin locu- > espagnol luego, galicien / portugais logo).

## Histoire
En 25 ou 26 av. J.-C., un corps expéditionnaire romain destiné à contrôler le nord-ouest de la péninsule ibérique arriva dans la région qui s'appellera plus tard Gallaecia, sous le commandement de Caius Antistius Vetus. Il y établit un campement, auquel il donna le nom de Lucus Augusti.
Lors du déclin de l'Empire romain, les Suèves, un peuple germanique qui avait envahi l'Hispanie en 409, s'emparèrent de Lugo et de tout le nord-ouest de la péninsule Ibérique, et fondèrent dans la région un royaume avec Braga pour capitale. Ce royaume sera annexé en 585 par les Wisigoths. Lugo fit alors partie du royaume wisigoth d'Espagne, jusqu'à la conquête musulmane du début du VIIIe siècle. Occupée par les Arabes en 714, la ville sera reconquise par le roi Alphonse Ier des Asturies en 741.
Sous le régime de Napoléon Ier, lors de la campagne d'Espagne, Lugo est occupée par les Français. Entre les 18 et 23 mai 1809, François Louis Fournier-Sarlovèse défend la ville avec seulement 1 500 hommes contre 20 000 assiégeants espagnols.

## Administration

### Maires de Lugo
| Période | Période | Identité                        | Étiquette                         | Qualité    |
| ------- | ------- | ------------------------------- | --------------------------------- | ---------- |
| 1979    | 1983    | Xosé Novo Freire                | UCD                               | avocat     |
| 1983    | 1987    | Vicente Quiroga Rodríguez       | AP                                | gréeur     |
| 1987    | 1991    | Vicente Quiroga Rodríguez       | Coalition Progressiste Galicienne | gréeur     |
| 1991    | 1995    | Tomás Notario Vacas             | PP                                |            |
| 1995    | 1999    | Joaquím María García Díez       | PP                                | biologiste |
| 1999    | 2003    | Xosé Clemente López Orozco      | PSdeG-PSOE                        | professeur |
| 2003    | 2007    | Xosé Clemente López Orozco      | PSdeG-PSOE                        | professeur |
| 2007    | 2011    | Xosé Clemente López Orozco      | PSdeG-PSOE                        | professeur |
| 2011    | 2015    | Xosé Clemente López Orozco      | PSdeG-PSOE                        | professeur |
| 2015    | 2019    | Lara Méndez López               | PSdeG-PSOE                        | professeur |
| 2019    | 2023    | Lara Méndez López               | PSdeG-PSOE                        | ingénieure |
| 2023    | 2024    | Lara Méndez López               | PSdeG-PSOE                        | ingénieure |
| 2024    |         | Mercedes Paula Alvarellos Fondo | PSdeG-PSOE                        | avocate    |

## Lieux et monuments
- Cathédrale Sainte-Marie.
- Muraille romaine.
- Hôtel de ville (es).
- Musée universitaire A Domus do Mitreo
- Temple romain de Santa Eulalia de Bóveda
- Thermes romains de Lucus Augusti

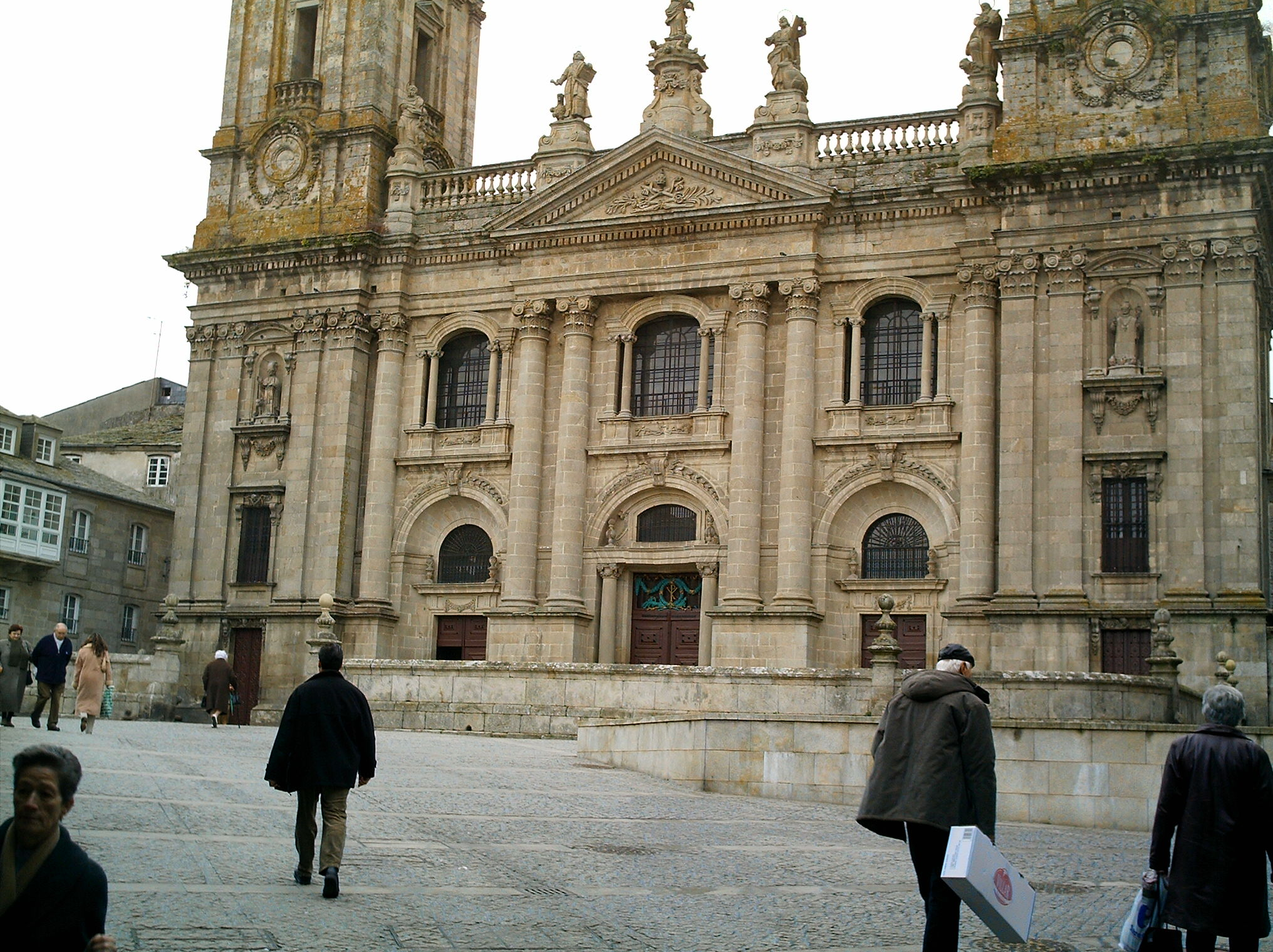
La cathédrale de Lugo
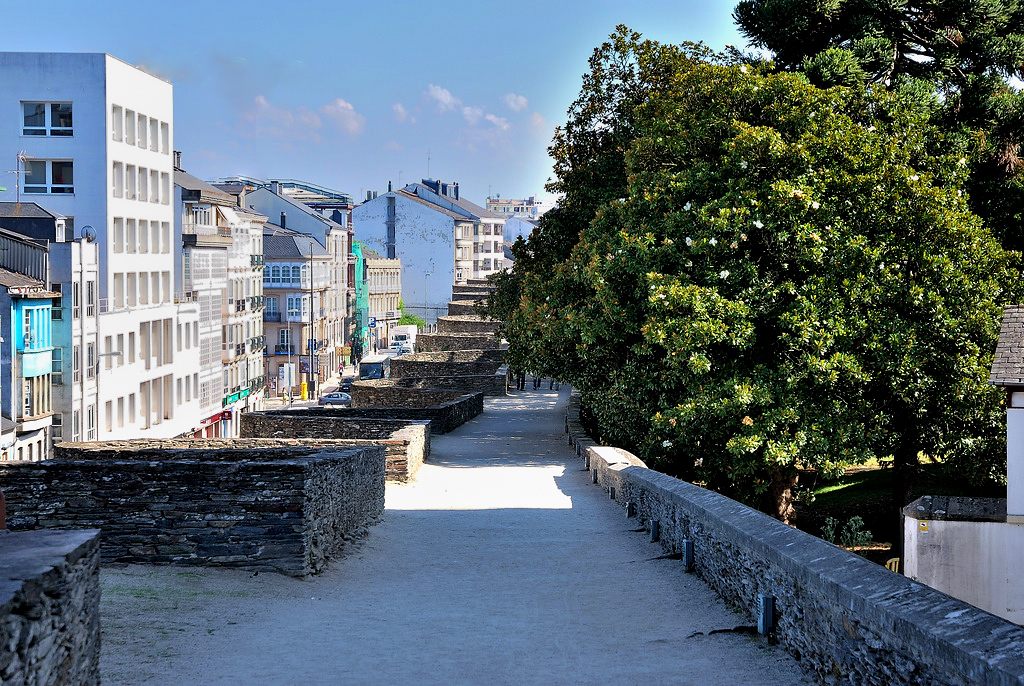
Promenade sur les remparts romains
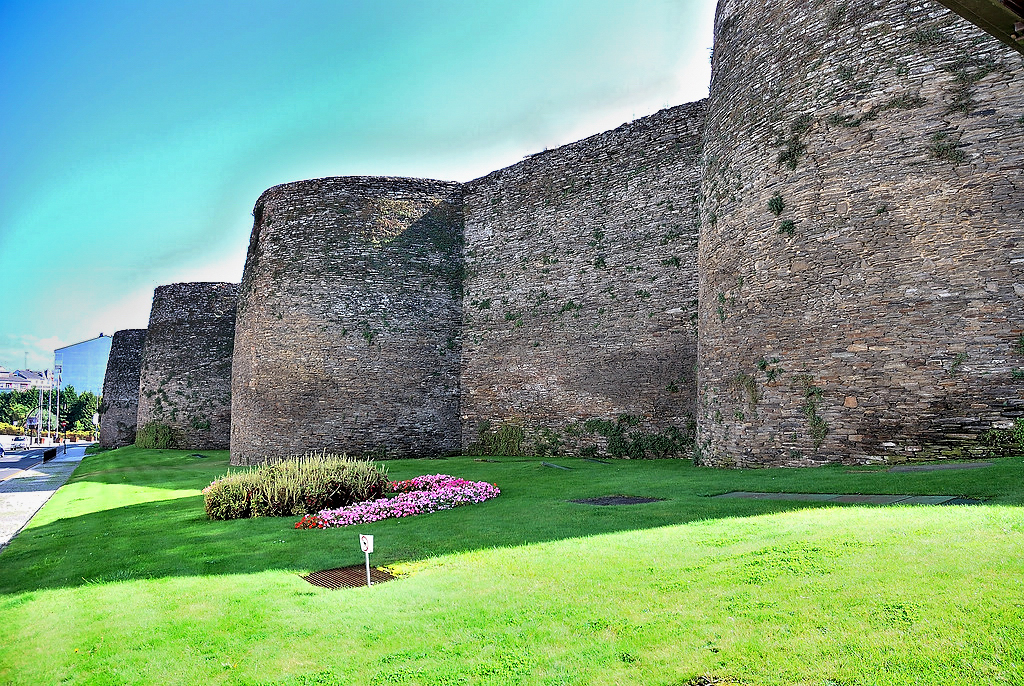
Les remparts
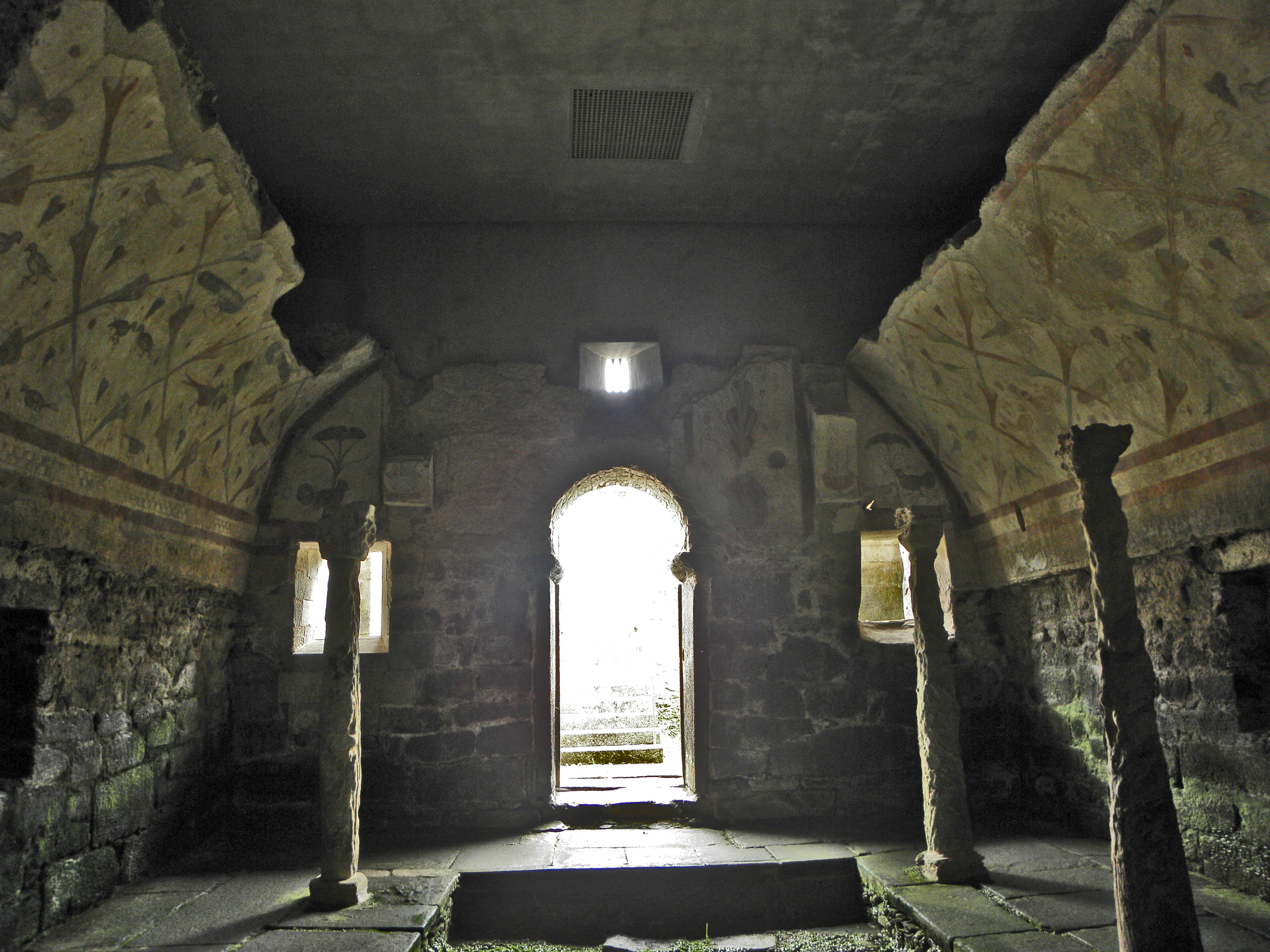
Temple romain
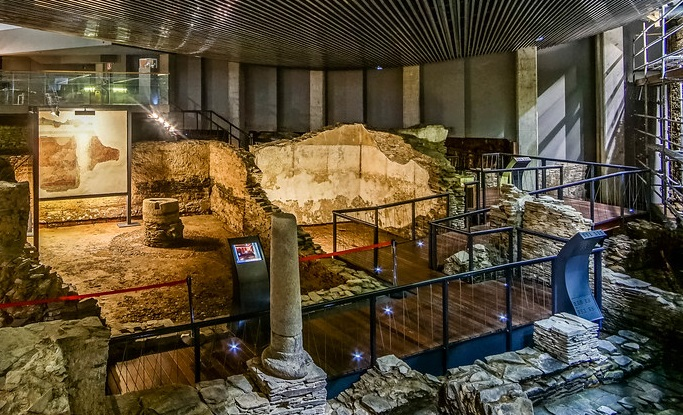
Musée universitaire
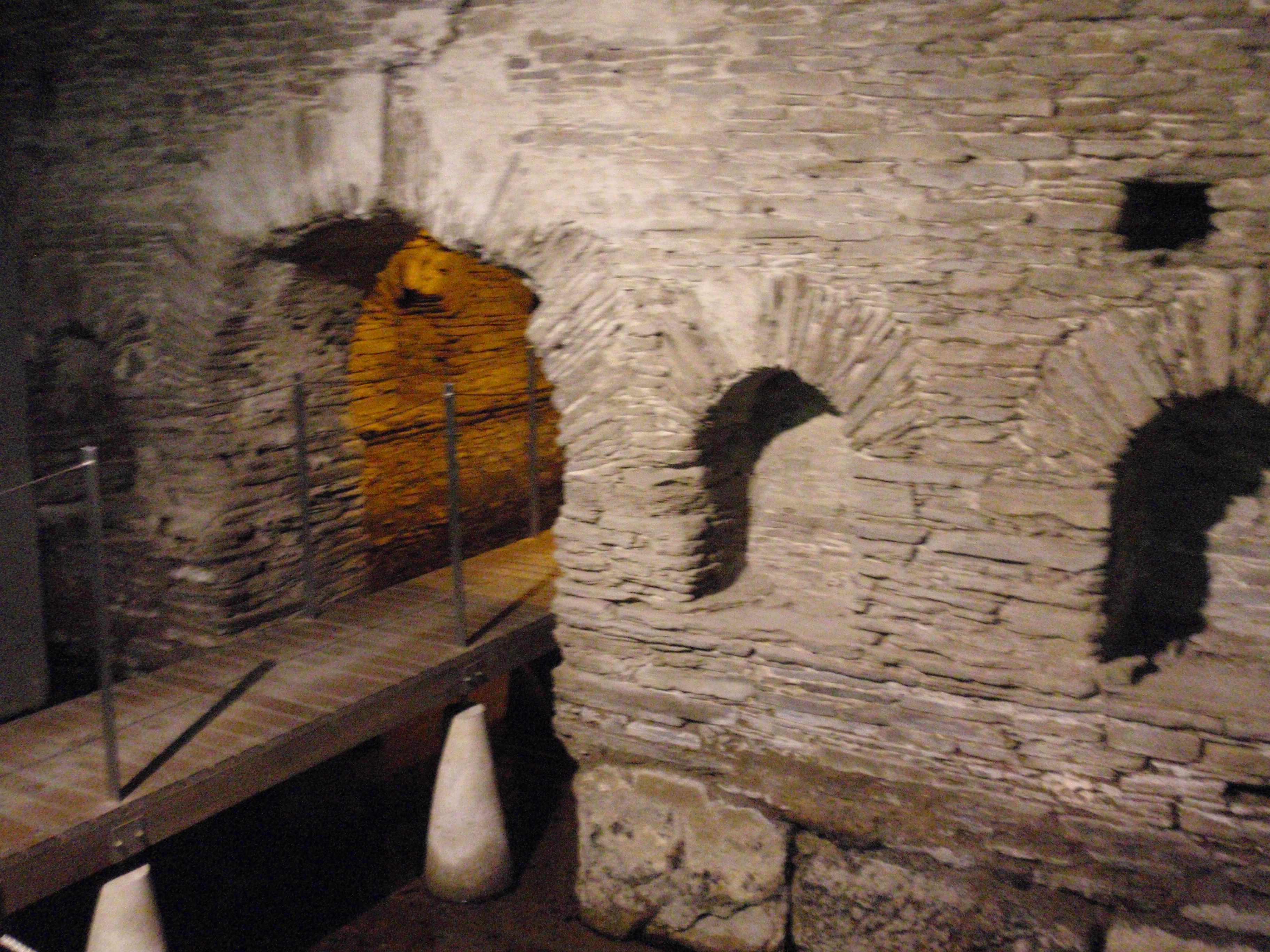
Thermes romains

## Sports

### Arrivées du Tour d'Espagne
En 2006, à Lugo, le Kazakh Alexandre Vinokourov franchit la ligne d'arrivée en vainqueur du Tour d'Espagne.

## Personnalités liées à la ville
- Urania Mella (1899-1945), femme politique, militante des droits des femmes, victime de la dictature franquiste, morte à Lugo;
- Miguel Anxo Fernán-Vello (1958-), écrivain et ancien député de la circonscription de Lugo;
- Tristana Moraleja (1971-), femme politique, née à Lugo;
- Xela Arias (1962-2003), femme de lettres, née à Lugo[4];
- Xoán Fórneas (1993-), acteur, musicien et producteur né à Lugo.

## Jumelages
- Dinan (France)
- Viana do Castelo (Portugal)
- Qinhuangdao (Chine)